# Режановце
Режановце (мкд. Режановце) је насеље у Северној Македонији, у северном делу државе. Режановце припада општини Куманово.

## Географија
Режановце је смештено у северном делу Северне Македоније. Од најближег града, Куманова, село је удаљено 5 km северозападно.
Село Режановце се налази у историјској области Жеглигово, у равничарском крају, на приближно 360 метара надморске висине.
Месна клима је континентална са слабим утицајем Егејског мора (жарка лета).

## Становништво
Режановце је према последњем попису из 2021. године имало 577 становника.
Претежна вероисповест месног становништва је православље.
| Национални састав према попису из 2021.‍ | Национални састав према попису из 2021.‍ | Национални састав према попису из 2021.‍ | Национални састав према попису из 2021.‍ | Национални састав према попису из 2021.‍ |
| --------------------------------------- | --------------------------------------- | --------------------------------------- | --------------------------------------- | --------------------------------------- |
|                                         |                                         |                                         |                                         |                                         |
| Македонци                               | Македонци                               |                                         | 442                                     | 76,6%                                   |
| Срби                                    | Срби                                    |                                         | 18                                      | 3,1%                                    |
| Албанци                                 | Албанци                                 |                                         | 16                                      | 2,8%                                    |
| непописани                              | непописани                              |                                         | 97                                      | 16,8%                                   |